# Zellfortsatz
Ein Zellfortsatz ist ein Bestandteil einer Zelle, der eine Ausstülpung der Zellmembran darstellt oder eine besondere Bildung auf der Zellmembran.
Dabei kann es sich um unterschiedlich lange und verschieden geformte Ausläufer der Zelle handeln oder um verglichen mit Membranproteinen große Proteinkomplexe, die in oder auf der Zellmembran verankert sind, und besonderen Funktionen dienen.

## Formen von Zellfortsätzen
Zilien, Flagellen und Pseudopodien dienen Einzellern zur Fortbewegung. Auch Zellen in mehrzelligen Lebewesen können sich damit wandernd bewegen (Zellmigration). Manche Epithelzellen erzeugen mit Kinozilien oder Flimmerhärchen auch Flüssigkeitsströmungen, beispielsweise in den Bronchialwegen oder im Eileiter.
Mikrovilli vergrößern die Zelloberfläche oder bilden Filtriertrichter, wie auch die pflanzlichen Wurzelhaare der Nahrungsaufnahme dienen.
Einzelne Zilien können für eine Zelle die Aufgabe eines Mechano- oder Chemosensors erfüllen. Sie sind auch in der embryonalen Entwicklung für den Aufbau differenzierter Gewebe von Bedeutung. Eine besondere Rolle spielen hier bei Tieren die nodalen Zilien des Primitivknotens, deren Schlag die Richtung der periembryonalen Strömung bestimmt. In deren Folge kommt es zur seitendifferenten Expression von Signalproteinen (wie etwa Nodal), was schließlich auch zur Lateralisierung von inneren Organen führt.
Mit spezifischen Ausstattungen treten Zilien bei Sinneszellen auf, beispielsweise bei einer Riechzelle in der Schleimhaut (Riechepithel) der Nase oder denn einer Sehzelle in der Netzhaut (Retina) des Auges. Die Fortsätze der mechanorezeptiven Haarzellen in der Hörschnecke (Cochlea) des Innenohrs tragen neben einer Zilie noch mehrere Stereovilli, ebenso die im Gleichgewichtsorgan und solche in Seitenlinienorganen.
Von besonderer Bedeutung für die Entwicklung eines Nervensystems sind die von Nervenzellen ausgebildeten Zellfortsätze, mit denen Neuronen selektiv Kontakte herstellen zu einzelnen anderen Zellen. Diese Fortsätze können als Neurit vornehmlich der (efferenten) Weitergabe von neuronalen Signalen dienen oder als Dendriten der (afferenten) Aufnahme von Signalen anderer Zellen oder von Reizen – zum Beispiel bei jenen Neuronen, die zugleich Riechzellen sind.
Weitere Zellfortsätze sind Pilus, Lamellipodium, Undulipodium, Rhabdomer und auch ein Pollenschlauch.